# Homoneura kortzasi
Homoneura kortzasi is een vliegensoort uit de familie van de Lauxaniidae. De wetenschappelijke naam van de soort is voor het eerst geldig gepubliceerd in 1959 door Tsacas.